# Районы городов Донецкой области
Районы городов Донецкой области
В настоящее время из 121 районов городов Украины 21 район находится в 4 городах Донецкой области.
19 первых районов образовано в 1937 году, в том числе:
- 5 в городе Сталино:
  - Будённовский район Донецка (сейчас — Пролетарский),
  - Калининский район Донецка,
  - Кировский район Донецка,
  - Куйбышевский район Донецка,
  - Петровский район Донецка,
- 4 в городе Мариуполь:
  - Молотовский район Мариуполя,
  - Ильичёвский район Мариуполя,
  - Орджоникидзевский район Мариуполя,
  - Портовской район Мариуполя,
- 4 в городе Макеевка:
  - Червоногвардейский район Макеевки,
  - Кировский район Макеевки,
  - Советский район Макеевки,
  - Центрально-Городской район Макеевки,
- 3 в городе Чистяково:
  - Станция Чистяково,
  - Червоная Зирка,
  - Южная группа,
- 2 в городе Горловка:
  - Калининский район Горловки,
  - Никитовский район Горловки,
- 1 в городе Бахмут:
  - Сталино-Заводской район Бахмута.
- В 1940—1950-х годах исчезли городские районы в Торезе и Бахмуте.
- В 1967 году — основан Киевский район Донецка
- В 1980 году — основан Будённовский район Донецка (отделён от Пролетарского района Донецка) — последний их 21 районов городов области.

| №  | район                | город     | население (2001) | площадь (км²) |
| -- | -------------------- | --------- | ---------------- | ------------- |
| 1  | Будённовский         | Донецк    | 94 875           | 25            |
| 2  | Ворошиловский        | Донецк    | 94 168           | 10            |
| 3  | Горняцкий            | Макеевка  | 107 825          |               |
| 4  | Калининский          | Горловка  | 101 565          |               |
| 5  | Калининский          | Донецк    | 107 098          | 19            |
| 6  | Кальмиусский         | Мариуполь | 103 721          |               |
| 7  | Киевский             | Донецк    | 139 177          | 33            |
| 8  | Кировский            | Донецк    | 188 046          | 68            |
| 9  | Кировский            | Макеевка  | 52 768           |               |
| 10 | Куйбышевский         | Донецк    | 118 157          | 51            |
| 11 | Левобережный         | Мариуполь | 128 139          |               |
| 12 | Ленинский            | Донецк    | 106 269          | 37            |
| 13 | Никитовский          | Горловка  | 70 336           |               |
| 14 | Петровский           | Донецк    | 85 399           | 57            |
| 15 | Приморский           | Мариуполь | 71 991           |               |
| 16 | Пролетарский         | Донецк    | 103 005          | 146,9         |
| 17 | Советский            | Макеевка  | 53 007           |               |
| 18 | Центрально-Городской | Горловка  | 120 349          |               |
| 19 | Центрально-Городской | Макеевка  | 94 937           |               |
| 20 | Центральный          | Мариуполь | 188 325          |               |
| 21 | Червоногвардейский   | Макеевка  | 81 042           |               |

## Исчезнувшие и переименованные районы городов
- Горловка
  - Калининский — образован 16 июня 1941 года на территории города Калининска Горловского городского совета
  - Никитовский — образован 16 июня 1941 года на территории города Никитовки Горловского городского совета
  - Центрально-Городской — образован 16 июня 1941 года на территории городов Горловка и Комсомольск Горловского городского совета
- Донецк
  - Будённовский — образован 21 апреля 1936 года, переименован в Пролетарский 5 мая 1958 года (сейчас тот район соответствует двум районам)
  - новый Будённовский — образован 20 октября 1980 года из западной и северной части Пролетарского, а также из части Ленинского и Калининского.
  - Ветковский — образован 2 сентября 1937 года, ликвидирован 5 ноября 1940 года, территория передана в состав Куйбышевского
  - Ворошиловский — образован 12 апреля 1973 года
  - Железнодорожный — образован 30 сентября 1952 года на территории современного Киевского, ликвидирован 21 января 1959 года
  - Калининский — образован 2 сентября 1937 (по линии партийных и комсомольских органов имел двойное название — Центрально-Городской вплоть до 29 октября 1957 года)
  - Киевский — образован 16 марта 1967 года из части Калининского и Куйбышевского районов
  - Кировский — образован 21 апреля 1936 года
  - Куйбышевский — образован 21 апреля 1936 года (на территории современных Куйбышевского и Киевского районов)
  - Петровский — образован 21 апреля 1936 года
  - Сталино-Заводской — образован 21 апреля 1936 года, переименован в Ленинский 14 ноября 1961 года
- Макеевка
  - Горняцкий — образован 13 ноября 1975 года (из южных частей Кировского, Советского и Центрально-Городского районов)
  - Кировский — образован 25 сентября 1938 года
  - Пролетарский сельский — образован 27 октября 1938 года (на территории современный восточной части Горняцкого района), вскоре ликвидирован
  - Октябрьский — образован 25 сентября 1938 года, переименован в Советский 27 октября 1938 года
  - Центрально-Городской — образован 27 октября 1938 года
  - Красногвардейский — образован 25 сентября 1938 года, переименован в Кагановичский 27 октября 1938 года, переименован в Червоногвардейский 21 октября 1957 года
- Мариуполь
  - Молотовский — организован 22 июня 1939 года, переименован в Жовтневый 21 октября 1957 года
  - Жовтневый — организован 21 октября 1957 года, переименован в Центральный район Мариуполя 28 января 2016 года.
  - Ильичёвский — организован 27 июня 1940 года, переименован в Кальмиусский район Мариуполя 3 марта 2016 года.
  - Орджоникидзевский — организован 22 июня 1939 года, переименован в Левобережный район Мариуполя 28 января 2016 года.
  - Портовской — организован 22 июня 1939 года, ликвидирован 21 января 1959 года, территория вошла в состав Жовтневого. Вновь создан 16 марта 1967 года под названием Приморский
  - Приморский сельский — организован 15 августа 1945 года (с центром в посёлке Приморское — Сартана) на территории близлежащих к Мариуполю, ликвидирован 21 января 1959 года
- Торез
  - 3 района города Чистяково: Красная Звезда, Станция Чистяково, Южная Группа — образованы 4 января 1933 года путём присоединения посёлков шахт «Красная Звезда» и «Южная Группа» к Чистяковскому горсовету; ликвидированы 21 января 1959 года